# MŠK Novohrad Lučenec
MŠK Novohrad Lučenec là một câu lạc bộ bóng đá Slovakia, đến từ thành phố Lučenec.

## Cầu thủ đáng chú ý
Từng thi đấu cho các đội tuyển quốc gia tương ứng. Các cầu thủ có tên in đậm thi đấu cho đội tuyển quốc gia khi thi đấu cho LAFC.
Xem thêm tại đây.
- Pavol Diňa
- Róbert Semeník
- Dušan Sninský
- Július Šimon

## Huấn luyện viên đáng chú ý
- Vladimír Rusnák (2005-08)
- Milan Albrecht (2008-10)
- Jozef Škrlík (2010-11)
- Stanislav Lieskovský (2011-?)
- Tomáš Boháčik